# Sauðafell (berg i Island, Norðurland vestra, lat 65,63, long -19,69)
Sauðafell är ett berg i republiken Island. Det ligger i regionen Norðurland vestra, 190 km nordost om huvudstaden Reykjavík. Toppen på Sauðafell är 783 meter över havet, eller 223 meter över den omgivande terrängen. Bredden vid basen är 3,5 km.
Trakten runt Sauðafell är nära nog obefolkad, med mindre än två invånare per kvadratkilometer. Närmaste större samhälle är Sauðárkrókur, omkring 13 kilometer norr om Sauðafell. Trakten runt Sauðafell består i huvudsak av gräsmarker.